# Yang Liu
Yang Liu, född den 1 september 1998 i Sichuan, är en kinesisk landhockeyspelare.

## Karriär
Yang Liu ingick i det kinesiska lag som spelade landhockey vid OS 2024 och som tog silver.